# Uzbekistan i olympiska sommarspelen 2012
Uzbekistan deltog i de olympiska sommarspelen 2012 som ägde rum i London i Storbritannien mellan den 27 juli och den 12 augusti 2012.

## Medaljörer
| Medalj | Namn           | Sport     | Gren                      |
| ------ | -------------- | --------- | ------------------------- |
| Guld   | Artur Tajmazov | Brottning | Herrarnas fristil, 120 kg |
| Brons  | Rishod Sobirov | Judo      | Herrarnas 60 kg           |
| Brons  | Soslan Tigiev  | Brottning | Herrarnas fristil, 74 kg  |
| Brons  | Abbos Atoev    | Boxning   | Herrarnas 73 kg           |

## Boxning
- Huvudartikel: Boxning vid olympiska sommarspelen 2012

| Jasurbek Latipov      | Flugvikt        |                       | Abdelaal (EGY) W 21–11    | Tögstsogt (MGL) L 10–15  | Gick inte vidare     | Gick inte vidare | Gick inte vidare |                  |                  |
| Orzubek Shajimov      | Bantamvikt      | Vieira (BRA) L 7–13   | Gick inte vidare          | Gick inte vidare         | Gick inte vidare     | Gick inte vidare | Gick inte vidare | Gick inte vidare |                  |
| Fazliddin Gaibnazarov | Lättvikt        | Abdon (CMR) W 11–6    | Ramirez (USA) W 15–11     | Han S-C (KOR) L 13–16    | Gick inte vidare     | Gick inte vidare | Gick inte vidare |                  |                  |
| Uktamjon Rahmonov     | Lätt weltervikt | Rojas (ECU) W 10–16   | Sener (TUR) W 16–8        | Iglesias (KUB) L 21–15   | Gick inte vidare     | Gick inte vidare | Gick inte vidare |                  |                  |
| Abbos Atoev           | Mellanvikt      | Haddioui (MAR) W 11–9 | Juratoni (ROU) W 10–12    | Singh (IND) W 17–13      | Murata (ROU) L 12–13 | Gick inte vidare | Brons            |                  |                  |
| Elshod Rasulov        | Lätt tungvikt   |                       | El-Mekachari (TUN) W 13–6 | Mechontsev (RYS) L 15–19 | Gick inte vidare     | Gick inte vidare | Gick inte vidare | Gick inte vidare | Gick inte vidare |

## Brottning
- Huvudartikel: Brottning vid olympiska sommarspelen 2012

Fristil, herrar
| Tävlande          | Gren            | Kvalifikation        | 1/8 Final               | Kvartsfinal          | Semifinal            | Återkval 1           | Återkval 2           | Final                      | Placering |
| Tävlande          | Gren            | Motståndare Resultat | Motståndare Resultat    | Motståndare Resultat | Motståndare Resultat | Motståndare Resultat | Motståndare Resultat | Motståndare Resultat       | Placering |
| ----------------- | --------------- | -------------------- | ----------------------- | -------------------- | -------------------- | -------------------- | -------------------- | -------------------------- | --------- |
| Dilshod Mansurov  | Fristil, 55 kg  |                      | Yang K-I (PRK) L 1–3    | Gick inte vidare     | Gick inte vidare     | Gick inte vidare     | Gick inte vidare     | Gick inte vidare           | 14        |
| Ikhtiyor Navruzov | Fristil, 66 kg  |                      | Tushishvili (GEO) W 3–1 | Kumar (IND) L        | Gick inte vidare     |                      | Şahin (TUR) L 1–3    | Gick inte vidare           | 9         |
| Soslan Tigiev     | Fristil, 74 kg  |                      | Motsalin (GRE) W 3–0    | Goudarzi (IRI) L 0–3 | Gick inte vidare     |                      | Terziev (BUL) W 3–0  | Hatos (HUN) W 3–0          | 3         |
| Zaurbek Sokhiev   | Fristil, 84 kg  | Aldatov (UKR) L 1–3  | Gick inte vidare        | Gick inte vidare     | Gick inte vidare     | Gick inte vidare     | Gick inte vidare     | Gick inte vidare           | 12        |
| Kurban Kurbanov   | Fristil, 96 kg  |                      | Varner (USA) L 1–3      | Gick inte vidare     | Gick inte vidare     |                      | Pliev (CAN) W 3–1    | Gogshelidze (GEO) L 1–3    | 5         |
| Artur Tajmazov    | Fristil, 120 kg |                      | Matuhin (GER) W 3–0     | Ghasemi (IRI) W 3–0  | Dlagnev (USA) W 5–0  |                      |                      | Modzmanashvili (GEO) W 3–0 | 1         |

Grekisk-romersk, herrar
| Tävlande           | Gren                    | Kvalifikation        | 1/8 Final            | Kvartsfinal          | Semifinal            | Återkval 1           | Återkval 2           | Final                | Placering |
| Tävlande           | Gren                    | Motståndare Resultat | Motståndare Resultat | Motståndare Resultat | Motståndare Resultat | Motståndare Resultat | Motståndare Resultat | Motståndare Resultat | Placering |
| ------------------ | ----------------------- | -------------------- | -------------------- | -------------------- | -------------------- | -------------------- | -------------------- | -------------------- | --------- |
| Elmurad Tasmuradov | Grekisk-romersk, 55 kg  |                      | Modos (HUN) L 0–3    | Gick inte vidare     | Gick inte vidare     | Gick inte vidare     | Gick inte vidare     | Gick inte vidare     | 16        |
| Muminjon Abdullaev | Grekisk-romersk, 120 kg |                      | Byers (USA) L 0–3    | Gick inte vidare     | Gick inte vidare     | Gick inte vidare     | Gick inte vidare     | Gick inte vidare     | 15        |

## Cykling
- Huvudartikel: Cykling vid olympiska sommarspelen 2012

### Landsväg
Antal tävlande - 2
Män
| Cyklist             | Gren      | Tid            | Placering      |
| ------------------- | --------- | -------------- | -------------- |
| Muradjan Halmuratov | Linjelopp | Avslutade inte | Avslutade inte |
| Sergej Lagutin      | Linjelopp | 5:46:05        | 5              |

## Friidrott
- Huvudartikel: Friidrott vid olympiska sommarspelen 2012

Förkortningar
- Notera – Placeringar gäller endast den tävlandes eget heat
- Q = Kvalificerade sig till nästa omgång via placering
- q = Kvalificerade sig på tid eller, i fältgrenarna, på placering utan att ha nått kvalgränsen
- NR = Nationellt rekord
- N/A = Omgången inte möjlig i grenen
- Bye = Idrottaren behövde inte delta i omgången

Herrar
Bana och väg
| Idrottare     | Gren       | Heat     | Heat      | Semifinal        | Semifinal        | Final            | Final            |
| Idrottare     | Gren       | Resultat | Placering | Resultat         | Placering        | Resultat         | Placering        |
| ------------- | ---------- | -------- | --------- | ---------------- | ---------------- | ---------------- | ---------------- |
| Artem Dyatlov | 400 m häck | 51.55    | 7         | Gick inte vidare | Gick inte vidare | Gick inte vidare | Gick inte vidare |

Fältgrenar
| Idrottare       | Gren          | Kval  | Kval      | Final            | Final            |
| Idrottare       | Gren          | Längd | Placering | Längd            | Placering        |
| --------------- | ------------- | ----- | --------- | ---------------- | ---------------- |
| Sujrob Chodjaev | Släggkastning | 65.88 | 38        | Gick inte vidare | Gick inte vidare |
| Ivan Zajtsev    | Spjutkastning | 73.94 | 36        | Gick inte vidare | Gick inte vidare |

Kombinerade grenar – tiokamp
| Idrottare     | Gren     | 100 m | LJ   | SP    | HJ   | 400 m | 110H  | DT    | PV   | JT    | 1500 m  | Final | Placering |
| ------------- | -------- | ----- | ---- | ----- | ---- | ----- | ----- | ----- | ---- | ----- | ------- | ----- | --------- |
| Rifat Artikov | Resultat | 11.37 | 6.41 | 14.11 | 1.93 | 51.91 | 14.74 | 43.53 | 4.40 | 56.62 | 5:09.52 | 7203  | 26        |
| Rifat Artikov | Poäng    | 780   | 677  | 735   | 740  | 729   | 881   | 737   | 731  | 687   | 506     | 7203  | 26        |

Damer
Bana och väg
| Idrottare        | Event      | Heat     | Heat      | Kvartsfinal | Kvartsfinal | Semifinal        | Semifinal        | Final            | Final            |
| Idrottare        | Event      | Resultat | Placering | Resultat    | Placering   | Resultat         | Placering        | Resultat         | Placering        |
| ---------------- | ---------- | -------- | --------- | ----------- | ----------- | ---------------- | ---------------- | ---------------- | ---------------- |
| Natalija Asanova | 400 m häck | 58.05    | 7         | i.u.        | i.u.        | Gick inte vidare | Gick inte vidare | Gick inte vidare | Gick inte vidare |
| Guzal Chubbijeva | 100 m      | BYE      | BYE       | 11.22       | 4           | Gick inte vidare | Gick inte vidare | Gick inte vidare | Gick inte vidare |

Fältgrenar
| Idrottare              | Gren          | Kval  | Kval      | Final            | Final            |
| Idrottare              | Gren          | Längd | Placering | Längd            | Placering        |
| ---------------------- | ------------- | ----- | --------- | ---------------- | ---------------- |
| Nadija Dusanova        | Höjdhopp      | 1.85  | =20       | Gick inte vidare | Gick inte vidare |
| Anastasija Juravleva   | Tresteg       | 13.54 | 29        | Gick inte vidare | Gick inte vidare |
| Aleksandra Kotljarova  | Tresteg       | 13.55 | 28        | Gick inte vidare | Gick inte vidare |
| Svetlana Radzivil      | Höjdhopp      | 1.96  | 1 Q       | 1.97             | 7                |
| Elena Smoljanova       | Kulstötning   | 14.43 | 31        | Gick inte vidare | Gick inte vidare |
| Anastasija Svetjnikova | Spjutkastning | 51.27 | 35        | Gick inte vidare | Gick inte vidare |
| Julija Tarasova        | Längdhopp     | NM    | —         | Gick inte vidare | Gick inte vidare |

## Fäktning
- Huvudartikel: Fäktning vid olympiska sommarspelen 2012

Herrar
| Idrottare      | Gren                | Omgång 1              | Omgång 2               | Omgång 3          | Kvartsfinal       | Semifinal         | Final / BM        | Final / BM       |
| Idrottare      | Gren                | Motståndare Poäng     | Motståndare Poäng      | Motståndare Poäng | Motståndare Poäng | Motståndare Poäng | Motståndare Poäng | Placering        |
| -------------- | ------------------- | --------------------- | ---------------------- | ----------------- | ----------------- | ----------------- | ----------------- | ---------------- |
| Ruslan Kudayev | Värja, individuellt | Park K-D (KOR) W 15–9 | Fernández (VEN) L 3–15 | Gick inte vidare  | Gick inte vidare  | Gick inte vidare  | Gick inte vidare  | Gick inte vidare |

## Gymnastik
- Huvudartikel: Gymnastik vid olympiska sommarspelen 2012

### Artistisk
Damer
| Idrottare       | Gren     | Kval                          | Kval                          | Kval                          | Kval                          | Kval                          | Kval                          | Final                         | Final                         | Final                         | Final                         | Final                         | Final                         |
| Idrottare       | Gren     | Redskap                       | Redskap                       | Redskap                       | Redskap                       | Totalt                        | Placering                     | Redskap                       | Redskap                       | Redskap                       | Redskap                       | Totalt                        | Placering                     |
| Idrottare       | Gren     | F                             | V                             | UB                            | BB                            | Totalt                        | Placering                     | F                             | V                             | UB                            | BB                            | Totalt                        | Placering                     |
| --------------- | -------- | ----------------------------- | ----------------------------- | ----------------------------- | ----------------------------- | ----------------------------- | ----------------------------- | ----------------------------- | ----------------------------- | ----------------------------- | ----------------------------- | ----------------------------- | ----------------------------- |
| Luiza Galiulina | Mångkamp | Utesluten (för dopningstest)* | Utesluten (för dopningstest)* | Utesluten (för dopningstest)* | Utesluten (för dopningstest)* | Utesluten (för dopningstest)* | Utesluten (för dopningstest)* | Utesluten (för dopningstest)* | Utesluten (för dopningstest)* | Utesluten (för dopningstest)* | Utesluten (för dopningstest)* | Utesluten (för dopningstest)* | Utesluten (för dopningstest)* |

### Rytmisk
| Idrottare        | Gren         | Kval   | Kval     | Kval   | Kval   | Kval   | Kval      | Final            | Final            | Final            | Final            | Final            | Final            |
| Idrottare        | Gren         | Boll   | Tunnband | Käglor | Band   | Totalt | Placering | Boll             | Tunnband         | Käglor           | Band             | Totalt           | Placering        |
| ---------------- | ------------ | ------ | -------- | ------ | ------ | ------ | --------- | ---------------- | ---------------- | ---------------- | ---------------- | ---------------- | ---------------- |
| Uljana Trofimova | Individuellt | 24.650 | 24.625   | 23.275 | 24.800 | 97.350 | 20        | Gick inte vidare | Gick inte vidare | Gick inte vidare | Gick inte vidare | Gick inte vidare | Gick inte vidare |

### Trampolin
| Idrottare        | Gren  | Kval   | Kval      | Final            | Final            |
| Idrottare        | Gren  | Poäng  | Placering | Poäng            | Placering        |
| ---------------- | ----- | ------ | --------- | ---------------- | ---------------- |
| Yekaterina Xilko | Damer | 99.290 | 12        | Gick inte vidare | Gick inte vidare |

## Judo
Herrar
| Idrottare          | Gren                     | 32-delsfinal               | Sextondelsfinal               | Åttondelsfinal              | Kvartsfinal                  | Semifinal                  | Återkval                        | Bronsmatch               | Final                | Final            |
| Idrottare          | Gren                     | Motståndare Resultat       | Motståndare Resultat          | Motståndare Resultat        | Motståndare Resultat         | Motståndare Resultat       | Motståndare Resultat            | Motståndare Resultat     | Motståndare Resultat | Placering        |
| ------------------ | ------------------------ | -------------------------- | ----------------------------- | --------------------------- | ---------------------------- | -------------------------- | ------------------------------- | ------------------------ | -------------------- | ---------------- |
| Rishod Sobirov     | Extra lättvikt (-60 kg)  | BYE                        | Paischer (AUT) W 0210–0000    | Guédez (VEN) W 1000–0000    | Kitadai (BRA) W 0100–0001    | Galstyan (RUS) L 0000–0011 | BYE                             | Milous (FRA) W 0100–0003 | Gick inte vidare     | 3                |
| Mirzahid Farmonov  | Halv lättvikt (-66 kg)   | BYE                        | Elkawiseh (LBA) W 1011–0002   | Cho J-H (KOR) L 0001–0011   | Gick inte vidare             | Gick inte vidare           | Gick inte vidare                | Gick inte vidare         | Gick inte vidare     | Gick inte vidare |
| Navruz Jurakobilov | Lättvikt (-73 kg)        | Dowabobo (NRU) W 0100–0001 | Tritton (CAN) W 0002–0011     | Boqiev (TJK) L 0001–1001    | Gick inte vidare             | Gick inte vidare           | Gick inte vidare                | Gick inte vidare         | Gick inte vidare     | Gick inte vidare |
| Yakhyo Imamov      | Halv mellanvikt (-81 kg) | BYE                        | Kim J-b (KOR) L 0001–0001 YUS | Gick inte vidare            | Gick inte vidare             | Gick inte vidare           | Gick inte vidare                | Gick inte vidare         | Gick inte vidare     | Gick inte vidare |
| Dilshod Choriev    | Mellanvikt (-90 kg)      | i.u.                       | Nyman (SWE) W 0101–0013       | Madarász (HUN) W 1001–0001  | Camilo (BRA) L 0002–0001     | Gick inte vidare           | Nishiyama (JPN) L 0012–0012 YUS | Gick inte vidare         | Gick inte vidare     | 7                |
| Ramziddin Sayidov  | Halv tungvikt (-100 kg)  | i.u.                       | Vashkulat (USA) W 0100–0000   | Despaigne (CUB) W 0102–010H | Naidangiin (MGL) L 0100–0001 | Gick inte vidare           | Gasimov (AZE) W 1000–0000       | Peters (GER) L 0010–0200 | Gick inte vidare     | 5                |

## Kanotsport
Sprint
| Kanotist       | Gren                | Heat     | Heat      | Semifinal | Semifinal | Final            | Final            |
| Kanotist       | Gren                | Tid      | Placering | Tid       | Placering | Tid              | Placering        |
| -------------- | ------------------- | -------- | --------- | --------- | --------- | ---------------- | ---------------- |
| Vadim Menkov   | Herrarnas C1 200 m  | 42.171   | 4 Q       | 42.944    | 6 FB      | 44.168           | 10               |
| Vadim Menkov   | Herrarnas C1 1000 m | 4:05.895 | 2 Q       | 3:53.257  | 4 FA      | 3:49.255         | 4                |
| Yuliya Borzova | Damernas K1 200 m   | 44.872   | 6 Q       | 44.426    | 8         | Gick inte vidare | Gick inte vidare |
| Yuliya Borzova | Damernas K1 500 m   | 2:03.893 | 6 Q       | 2:00.584  | 8         | Gick inte vidare | Gick inte vidare |

## Taekwondo
| Idrottare        | Gren             | Åttondelsfinaler      | Kvartsfinaler        | Semifinaer           | Återkval             | Bronsmatch           | Final                | Final            |
| Idrottare        | Gren             | Motståndare Resultat  | Motståndare Resultat | Motståndare Resultat | Motståndare Resultat | Motståndare Resultat | Motståndare Resultat | Placering        |
| ---------------- | ---------------- | --------------------- | -------------------- | -------------------- | -------------------- | -------------------- | -------------------- | ---------------- |
| Dmitrij Kim      | Herrarnas −68 kg | Silva (BRA) L 2–3 SDP | Gick inte vidare     | Gick inte vidare     | Gick inte vidare     | Gick inte vidare     | Gick inte vidare     | Gick inte vidare |
| Akmal Irgasjev   | Herrarnas +80 kg | Keita (MLI) L 4–13    | Gick inte vidare     | Gick inte vidare     | Gick inte vidare     | Gick inte vidare     | Gick inte vidare     | Gick inte vidare |
| Natalja Mamatova | Damernas +67 kg  | Graffe (FRA) L 9–17   | Gick inte vidare     | Gick inte vidare     | Lee I-j (KOR) L 1–8  | Gick inte vidare     | Gick inte vidare     | Gick inte vidare |

## Tennis
| Spelare       | Gren       | Omgång 1                        | Omgång 2                               | Åttondelsfinaler         | Kvartsfinaler     | Semifinaler       | Final / BM        | Final / BM       |
| Spelare       | Gren       | Motståndare Poäng               | Motståndare Poäng                      | Motståndare Poäng        | Motståndare Poäng | Motståndare Poäng | Motståndare Poäng | Placering        |
| ------------- | ---------- | ------------------------------- | -------------------------------------- | ------------------------ | ----------------- | ----------------- | ----------------- | ---------------- |
| Denis Istomin | Herrsingel | Verdasco (ESP) W 6–4, 7–6(11–9) | Müller (LUX) W 6–7(4–7), 7–6(7–3), 7–5 | Federer (SUI) L 5–7, 3–6 | Gick inte vidare  | Gick inte vidare  | Gick inte vidare  | Gick inte vidare |